# العصرة (جحانه)

تعديل مصدري - تعديل

العصرة هي إحدى قرى مديرية جحانة التابعة لمحافظة صنعاء اليمنية، بلغ تعداد سكانها 835 حسب أحصائيات عام 2004.